# Tijn Stuve
Tijn Stuve (6 mei 1997) is een Nederlandse hockeyer die uitkomt voor Royal Antwerp Hockey Club. Stuve speelt in de spitspositie.
In het seizoen 2015-2016 werd Stuve aan de selectie van Heren-1 van Oranje Zwart toegevoegd. Op 18 oktober 2015 scoorde Stuve zijn eerste doelpunt in de hoofdklasse in de met 9-1 gewonnen wedstrijd van Oranje Zwart tegen Schaerweijde. Met ingang van het seizoen 2016 -2017 ging Stuve spelen voor het eerste herenteam van HC Den Bosch. Op 1 september maakte hij zijn eerste twee doelpunten in de voorronde van de ABN-AMRO cup, waaronder de winnende treffer tegen zijn oude club Oranje Rood.
Het seizoen sloot hij af met een totaal van vijf competitie doelpunten. Den Bosch eindigde de competitie op plek zes. Stuve was met zijn vijf doelpunten in zijn leeftijdsgroep (19-20 jarigen) een van de meest scorende spelers in dit hoofdklasse seizoen. Na ook in zijn tweede seizoen voor Den Bosch 5 hoofdklasse goals te hebben gemaakt stapt Tijn over naar de Belgische Eredivisie waar hij in het seizoen 2018-2019 zal uitkomen voor RAHC. Bij RAHC treft Tijn zijn oude Oranje Zawrt coach, Jeroen Baart.

## Erelijst Clubs
| Jaar | Competitie                       | Club         | Resultaat     |
| ---- | -------------------------------- | ------------ | ------------- |
| 2016 | Hoofdklasse hockey heren 2015/16 | Oranje Zwart | Landskampioen |